# Качур, Иосиф Антонович

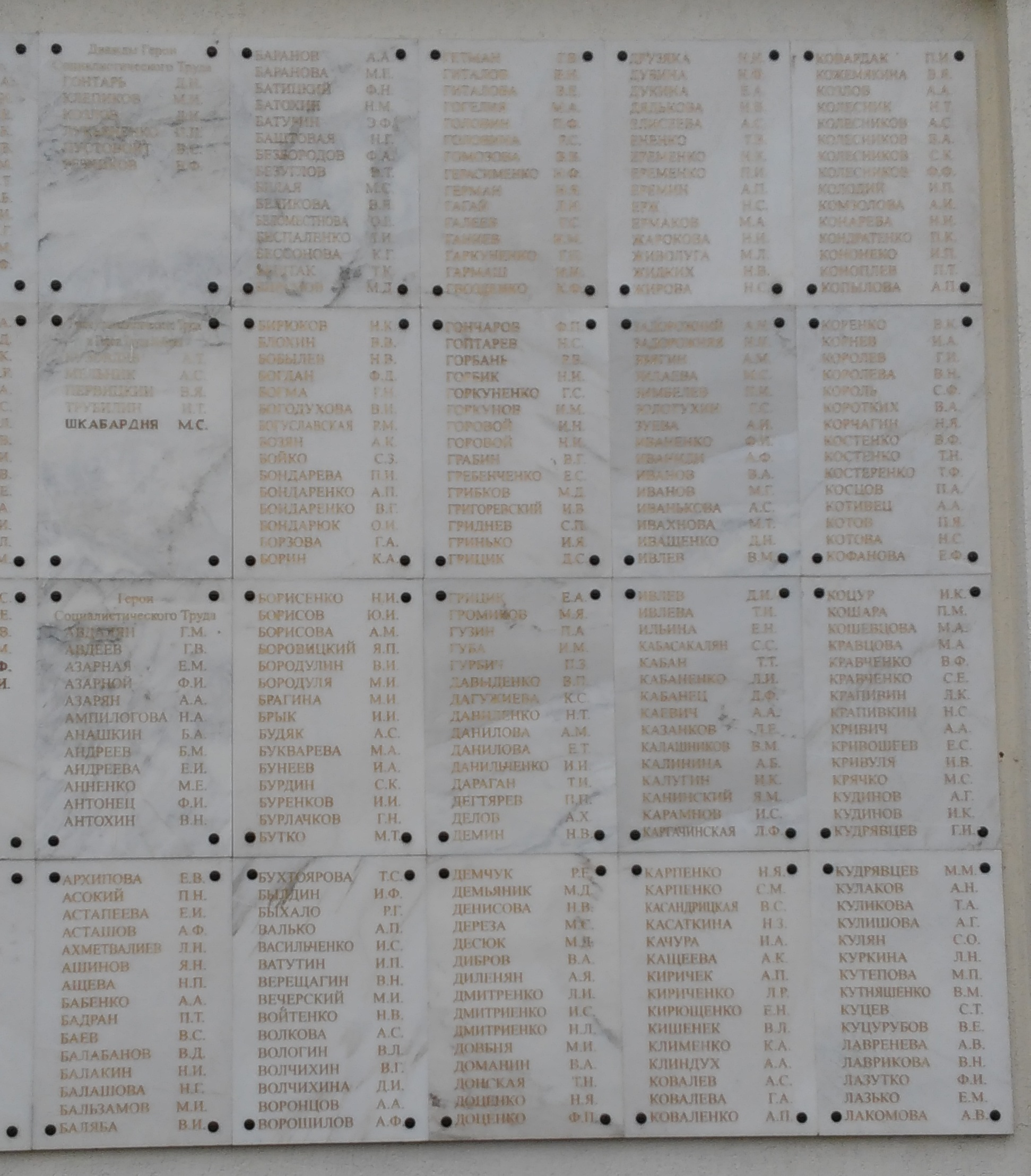
Мемориальная доска с именами Героев Социалистического Труда Кубани и Адыгеи (левая). Краснодар, 2017.

Иосиф Антонович Качур (29 декабря 1927, Абинский район, Северо-Кавказский край — 1995, Крымск, Краснодарский край) — машинист экскаватора дорожно-эксплуатационного участка № 133 Министерства строительства и эксплуатации автомобильных дорог РСФСР, Краснодарский край. Герой Социалистического Труда (4 мая 1971 года).

## Биография
Иосиф Антонович Качур родился 29 декабря 1927 года в Абинском районе Северо-Кавказского (ныне — Краснодарского) края. Русский.
Трудовую деятельность начал в 1952 году в ДРСУ Абинского асфальтобетонного завода. Начинал работать на тракторе, механическом погрузчике и механической лопате. На каждом месте отдавался делу с энтузиазмом. Но его привлекал экскаватор с его ещё не до конца использованными возможностями. И он стал экскаваторщиком. Ежемесячно перевыполнял план на 130—140 процентов, и в 1963 году ему присвоили звание «Ударник коммунистического труда».
В 1966 году за высокие производственные показатели он удостоен высокой награды — ордена Ленина. За трудовые заслуги Азово-Черноморское управление дорог вручило ему экскаватор новой модели, на котором он закончил за три года пять месяцев восьмую пятилетку. Экскаваторщик вынул ковшом 198,5 тысяч кубометров грунта (при плане 125 тысяч кубометров грунта). На сбережённом топливе его экскаватор работал более 4 месяцев.
В 1970 году работал машинистом экскаватора дорожно-эксплуатационного участка № 133 Министерства строительства и эксплуатации автомобильных дорог РСФСР (Краснодарский край).
Указом Президиума Верховного Совета СССР от 4 мая 1971 года за выдающиеся успехи, достигнутые в выполнении заданий пятилетнего плана по строительству, ремонту и содержанию автомобильных дорог, И. А. Качуре присвоено звание Героя Социалистического Труда с вручением ордена Ленина и золотой медали «Серп и Молот».
Являлся наставником молодёжи, он обучил многих профессии экскаваторщика. Работал с напарником, затем отказался и один выполнил план 9-й пятилетки за 3 года и 9 месяцев на 151 %.
Жил на хуторе Верхний Адагум. Умер в 1995 году в Крымске.

## Награды
- Золотая медаль «Серп и Молот» (4 мая 1971 года)
- Орден Ленина (1966)
- Орден Ленина (4 мая 1971 года)
- Медаль «В ознаменование 100-летия со дня рождения Владимира Ильича Ленина» (6 апреля 1970)

## Семья
Жена и два сына: Василий — 1953 года рождения и Сергей — 1956 года.

## Память
- Его имя увековечено на мемориальной доске на площади Жукова в Краснодаре.
- На могиле Героя установлен надгробный памятник.